# 弗拉基米尔·列别杰夫
弗拉基米尔·谢苗诺维奇·列别杰夫（俄语：Владимир Семёнович Лебедев，1915年5月31日—1966年1月12日）是苏联领导人尼基塔·谢尔盖耶维奇·赫鲁晓夫的助理。1964年赫鲁晓夫被罢免软禁后，在米哈伊尔·安德列耶维奇·苏斯洛夫的提议下，被免去苏共中央委员等职务。